# Newel II
Newel II (ros. Невель II) – węzłowa stacja kolejowa w miejscowości Newel, w rejonie newelskim, w obwodzie pskowskim, w Rosji. Położona jest na linii Petersburg - Newel - Witebsk, z której możliwy tu jest zjazd na linię Wielkie Łuki - Newel - Połock.

## Historia
Stacja powstała w czasach carskich na linii z Petersburga do Witebska.